# 程海 (律师)
程海，中国维权律师，北京悟天律师事务所创办人，长期参与公益诉讼、公民维权和涉及其它维权律师案件的辩护维权工作，呼吁依法废除户口制度和暂住证制度。2018年8月，程海的律师执业证书被北京市司法局注销。

## 主要事迹
长期参与公益诉讼、公民维权和其它维权律师相关案件的辩护维权工作。
作为辩护律师，参与其他维权律师王全璋、北京律师丁家喜、“上海袭警案”被告人杨佳、山东计划生育维权者陈光诚等多起案件的维权辩护工作。数次起诉北京和合肥市两地公安，要求依照上位法《中华人民共和国户口登记条例》废除户口制度；同时亦批评暂住证涉嫌违法。有学者评选其为影响中国的年度100位公共知识分子、影响中国的626位公共知识分子之一（2004-2016年）。

## 经历
2008年，与近百位北京律师共同联署，要求北京律协举行直选。
2011年、2016年，两度宣布参选北京市昌平区独立候选人参加区县人大代表选举，后被警方强行带走。
2014年，昌平司法局给予律师程海停业一年的行政处罚，程海表示不服，并申请行政诉讼。
2016年，因抗议年检制度拒绝进行律师资格证年检，被河北法官以“假律师”为由报警，并被警方传唤。
2018年8月9日，程海的律师执业证被北京市司法局注销。

## 著作
1990年，出版《社会主义经济体制改革概论》。